# Emtinghausen
Emtinghausen (Emhusen en bas allemand) est une ville allemande de Basse-Saxe située dans l'Arrondissement de Verden.